# Chemia nieorganiczna
Chemia nieorganiczna (gr. Ανόργανη Χημεία) – dział chemii zajmujący się badaniem właściwości pierwiastków i związków chemicznych oraz procesów ich powstawania, z wyjątkiem związków węgla organicznego. 
Na granicy chemii nieorganicznej i organicznej znajduje się chemia metaloorganiczna i chemia związków kompleksowych.

## Zagadnienia chemii nieorganicznej
- chemia fizyczna
- chemiczna analiza jakościowa związków nieorganicznych
- kinetyka reakcji chemicznych
- mineralogia
- reakcje utleniania-redukcji
- właściwości i reakcje związków nieorganicznych, czyli:
  - pierwiastków w stanie czystym
  - kwasów
  - zasad
  - soli
  - związków kompleksowych
  - innych związków chemicznych niebędących związkami organicznymi